# Antiguitat clàssica
L'antiguitat clàssica és un terme general per referir-se a un període cultural històric del Mediterrani que va començar amb la primera poesia grega de la qual es té constància (Homer, al segle viii aC) i continuà fins a la caiguda de l'Imperi Romà d'Occident (al segle v), que acabaria amb la dissolució de la cultura clàssica i el començament de l'edat mitjana. Encara que aquest període abasta un ample territori i cultures diverses, el concepte d'antiguitat clàssic generalment és utilitzat per referir-se a la visió idealitzada posterior de l'antiga Grècia i l'antiga Roma i hi inclou el període d'expansió hel·lenística. És un terme ampli que abasta un llarg període en les àrees dominades per Grècia i Roma, és a dir, s'identifica amb el període grecoromà de l'edat antiga al món grecoromà: la Conca del Mediterrani i el Pròxim Orient.
L'antiguitat clàssica es localitza en el moment de plenitud de les civilitzacions grega i romana (segle v aC al segle II) o en sentit ampli, en tota la seva durada (segle viii aC al segle v dC). El terme s'oposa a l'antiguitat tardana i remet a l'herència de la civilització grecoromana. És, sobretot, emprat per la historiografia anglosaxona per descriure l'antiguitat. En aquest sentit, es considera que aquest període s'inicia amb la Ilíada, el poema grec d'Homer (segle VIII-VII aC), el més antic trobat intacte fins avui en dia. Aquest període engloba l'auge del cristianisme i el declivi de l'Imperi Romà i acaba amb la dissolució de la cultura clàssica i el principi del període denominat antiguitat tardana (300-600 dC) i de l'alta edat mitjana (500-1000 dC).
La dimensió espacial coincideix amb la conca del Mediterrani, estesa cap a l'Orient Pròxim amb l'Imperi d'Alexandre el Gran i l'hel·lenisme, i cap a l'Europa Occidental amb l'Imperi Romà. L'ús d'aquest terme és una referència per l'Europa dels segles xviii i xix, fortament influenciada pel classicisme, a més del neoclassicisme en la seva cultura, reinventant-se una continuació d'aquest passat per mitjà d'una prolongació indirecta. La laxitud entorn de les idees transmeses per l'Occident cristià és, doncs, evident.
El terme clàssic significa digne d'imitació, i es deriva de l'admiració per l'art, la literatura i la cultura en general de Grècia i Roma que es redescobreix al Renaixement després d'una edat mitjana els valors de la qual s'havien desprestigiat. El mateix va passar amb el Neoclassicisme, moviment intel·lectual i artístic que segueix al descobriment de les ruïnes de Pompeia a mitjan segle xviii.
Tal mostra àmplia d'història i territori cobreix molts períodes i cultures dispars. Per això, l'"antiguitat clàssica" es refereix més que res a una visió idealitzada posterior sobre el que era aquesta època. La civilització dels antics grecs ha estat immensament influent en la llengua, política, sistema educatiu, filosofia, ciència, art i arquitectura al món modern, tornant durant el Renaixement a l'Europa occidental i ressorgint novament durant diversos moviments neoclàssics en els segles XVIII i xix.

## Grècia

### Antiga Grècia
L'Antiga Grècia és el període de la història grega que va abastar gairebé un mil·lenni fins al naixement i expansió del cristianisme. Aquest període és considerat per la majoria dels historiadors com el fonament de la cultura de la civilització occidental. La cultura grega va ser una influència molt important de l'Imperi Romà, el qual en portaria la seva versió a diverses parts d'Europa.
La civilització de l'Antiga Grècia ha estat molt influent en la llengua, la política, els sistemes educatius, la filosofia, la ciència, l'art i l'arquitectura del món modern, alimentant el Renaixement de l'Europa occidental i els diversos moviments neo-clàssics dels segles XVIII i xix tant a Europa com a Amèrica.
El terme "Antiga Grècia" s'utilitza per descriure el món de parla grega de l'edat antiga. No només es refereix a la península geogràfica de la Grècia moderna, sinó també a les àrees de la cultura hel·lenística on s'assentarien els grecs: Xipre, les illes de la mar Egea, la costa egea d'Anatòlia, Sicília i el sud d'Itàlia (àrea coneguda com la Magna Grècia) així com els assentaments costaners de Tràcia, Egipte, Gàl·lia, Ibèria, etc.

### Període hel·lenístic
El període hel·lenístic va començar amb la mort d'Alexandre Magne el 323 aC i va acabar amb l'annexió dels territoris occidentals que ell conqueriria per Roma. Encara que l'establiment del govern romà no va trencar amb la continuïtat de la societat i cultura hel·lenístiques, que romandrien sense alteració fins al naixement del cristianisme, aquest esdeveniment va marcar la fi de la independència política de Grècia i dels regnes hel·lenístics de l'Orient Pròxim.
El període hel·lenístic o època hel·lenística (del segle iv aC al segle i aC), llevat dels seus personatges importants com ara Alexandre Magne i Cleòpatra VII, es considera un període de transició, potser fins i tot de declivi o de decadència, entre l'esplendor del període clàssic de Grècia i el poder de l'Imperi Romà que el succeiria. A més de l'esplendor de les ciutats, com ara Alexandria, Antioquia de l'Orontes i Pèrgam, la importància de l'intercanvi comercial, el mestissatge de cultures, el paper dominant de la llengua grega i la seva difusió, van modificar profundament l'Orient Pròxim, que després seria part de l'Imperi Romà.
L'hel·lenisme és el fenomen de difusió de l'esperit grec (llengua i cultura) en l'àmbit del món oriental, difusió que suposa una universalització d'aquesta cultura, vehiculada pel grec com a idioma comú (grec koiné), dins no obstant això d'un procés històric de descomposició de l'imperi macedònic, que passa per les fases de desmembrament, conquesta de Grècia per Roma i el sorgiment de l'Imperi Romà. Aquesta època de profundes transformacions socials està marcada per l'aparició de les anomenades.
El període hel·lenístic ha estat definit pels historiadors del segle xix (el terme "hel·lenístic" va ser utilitzat per primera vegada per l'historiador alemany Johan Gustav Droysen en el seu llibre "Geschichte des Hellenismus"), a partir d'un criteri lingüístic i cultural, per referir-se a l'expansió de la cultura grega cap als pobles no grecs que van ser conquerits per Alexandre Magne. D'acord amb Droysen, la civilització hel·lenística va ser la fusió de les cultures de Grècia i l'Orient Pròxim, la qual cosa permetria que el cristianisme florís en el futur. Els principals centres culturals es van expandir fora de Grècia, a Pèrgam, Rodes, Antioquia de l'Orontes i Alexandria. Aquest va ser un retrobament de les civilitzacions antigues orientals i gregues que sovint s'inclou en allò que els historiadors han anomenat l'"imperi grecoromà". Els límits cronològics del període hel·lenístic són, doncs, convencionals i polítics: comencen amb la conquesta d'Alexandre Magne i acaben amb el suïcidi de l'últim gran sobirà hel·lenístic, la reina d'Egipte, Cleòpatra VII, amb el qual comença la dominació romana.
Les recerques arqueològiques i històriques recents han propiciat una revaloració d'aquest període i especialment dos aspectes característics de l'època: l'existència i el pes dels grans regnes encapçalats per les dinasties d'origen grec o macedoni (lagides, selèucides, antigònides, atàlides, etc.) i també el paper determinant de les centenes de ciutats la importància de les quals, contràriament a la idea estesa per molt temps, no va declinar.

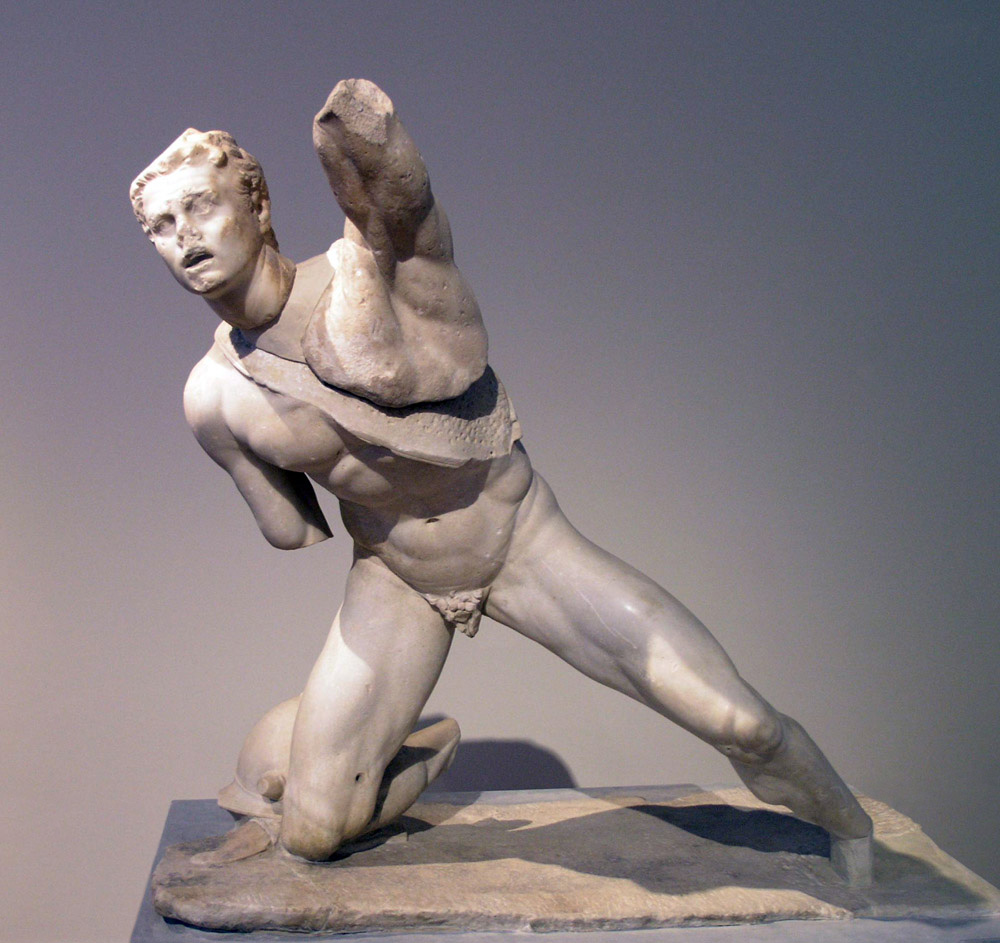
Estàtua de l'art hel·lenístic tardà d'un guerrer gal, on es poden apreciar trets característics com el dinamisme de la postura i les formes musculars ressaltades.

Abarca un període d'abast històricament difús, que comença amb la mort d'Alexandre el Gran (en el 323 aC, any també de la mort d'Aristòtil) i arriba fins finals del segle ii dC. A vegades s'assigna el començament de l'època hel·lenista als anys de la conquesta de l'imperi persa per Alexandre el Gran i el seu acabament als anys de l'apogeu de l'Imperi Romà, allargant fins i tot el període grecoromà fins a la caiguda de l'Imperi Romà.
Els exèrcits d'Alexandre van conquerir l'Àsia Menor, Egipte, Mesopotàmia, la plana de l'Iran, l'Àsia Central i algunes regions de l'Índia. Després de la mort d'Alexandre i d'una lluita per la successió coneguda com les Guerres dels Diàdocs. El 281 aC es van establir quatre estats territorials: 
- La dinastia ptolemaica a Egipte amb capital a Alexandria (Egipte Ptolemaic).
- La dinastia selèucida a Síria amb capital a Antioquia (Imperi Selèucida).
- La dinastia antigònida a Macedònia i la Grècia central (Regne de Macedònia).
- La dinastia atàlida a Anatòlia amb capital a Pèrgam (Regne de Pèrgam).

Els successors d'Alexandre van controlar el territori a l'oest del Tigris per un temps, i van controlar l'Àsia Menor i l'Orient Pròxim fins a l'arribada dels romans els segles II i I aC. La major part del territori oriental va ser pres pels partians, però, la cultura hel·lenística es va conservar en el regne Greco-Batrià i el regne Indo-Grec. La cultura hel·lenística seria la cultura dominant de l'Imperi Romà fins a l'arribada del cristianisme.
Es considera que la fi del període hel·lenístic va ser el 31 aC, data en què el regne ptolemaic d'Egipte va ser derrotat pels romans en la batalla d'Actium.

## Imperi cartaginès
L'Imperi cartaginès o simplement Cartago fou una monarquia i posteriorment una república de ciutats estat fenícies del nord d'Àfrica i la península Ibèrica que va durar des del 650 aC, amb la independència de la metròpoli Tir fins al 146 aC: Estava més o menys sota el control de la ciutat estat de Cartago després de la caiguda de Tir en mans de l'Imperi Selèucida. En l'apogeu de la influència de la ciutat, tenia el control de la major part de la Mediterrània occidental. L'imperi estava en un estat constant de lluita amb la república romana, que va donar lloc a una sèrie Guerres Púniques. Al final de la Tercera Guerra Púnica, Cartago va ser destruïda i ocupada per les forces de la República Romana i gairebé tot l'Imperi va caure en mans romanes.

## Guerres púniques
Les Guerres Púniques són les tres guerres que van fer els romans amb els cartaginesos (o púnics). La política expansiva dels cartaginesos cap a l'Occident fou dirigida per la família dels bàrquides: Amílcar Barca, Asdrúbal i, sobretot, Hanníbal. Però aleshores, la nova potència que s'havia creat a l'Occident, Roma, els barrà el pas.

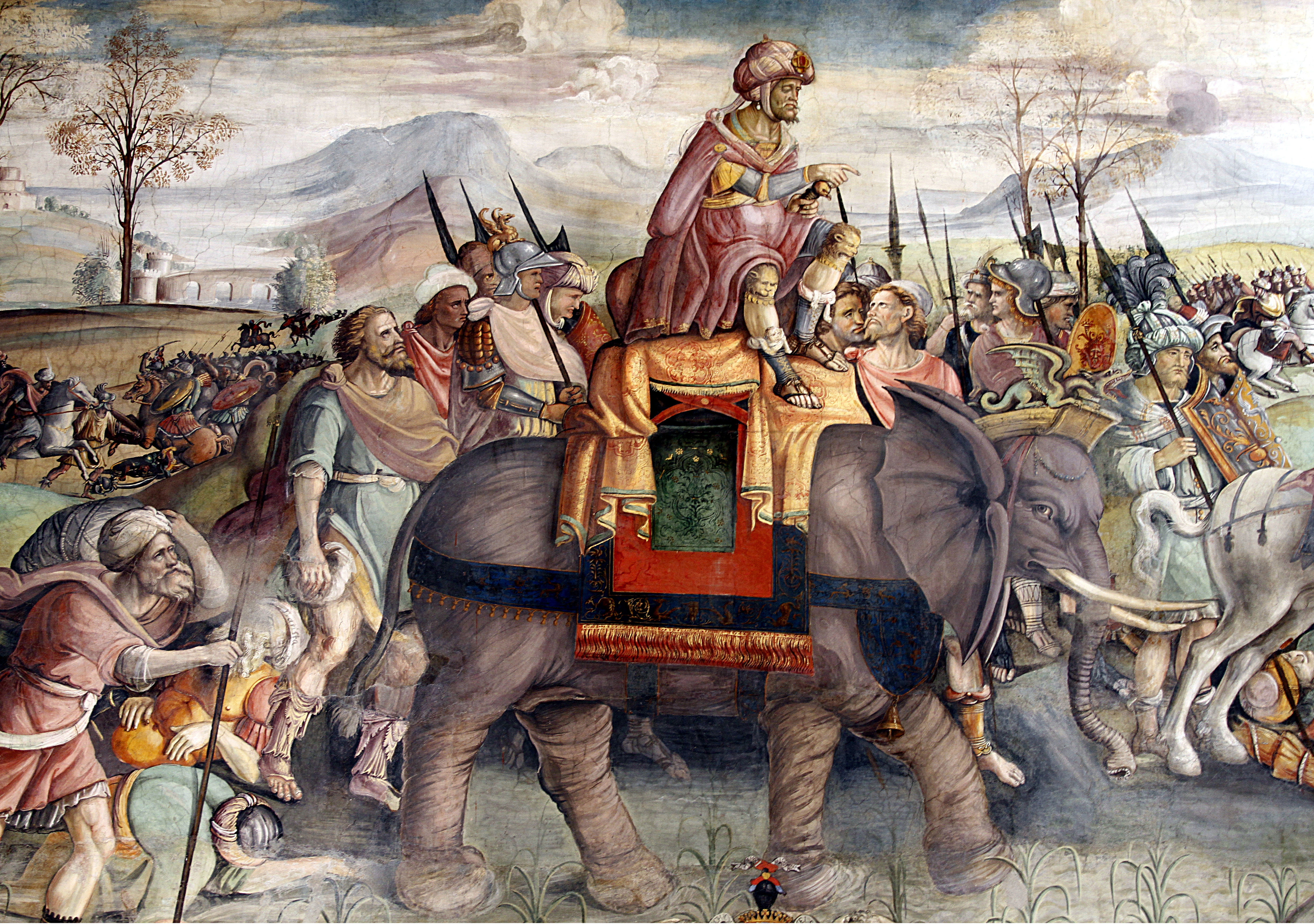
Fresc de 1510, Hanníbal creuant els Alps amb cavalls i elefants es mostra com un dels més grans estrategs.

### La Primera Guerra Púnica (262 aC - 241 aC)
Començà amb la intervenció de Roma a Sicília, quan s'alià amb els mamertins, que lluitaven contra els cartaginesos a Messina.
La guerra passà al mar, originàriament dominat pels Romans, fins que l'èxit de la flota nova comandada pel cònsol Duïli àdhuc permeté una expedició sobre la costa cartaginesa a Tunis (256 aC).
Fracassat aquest assaig, la guerra se centrà novament a Sicília, on els romans es consolidaren. La pau (241 aC) posà fi als dominis púnics sicilians, i l'illa esdevingué la primera província romana. Poc després (238 aC), Roma aprofità la revolta dels mercenaris a Cartago per tal de dominar també Sardenya i Còrsega.

### La Segona Guerra Púnica (218 aC - 202 aC)

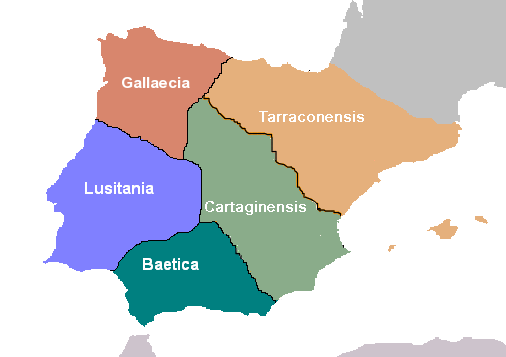
Cartaginensis

Partí de les bases que els cartaginesos havien establert al Sud de la península Ibèrica, especialment Cartago Nova (Cartagena), per compensar les pèrdues a Sicília.
Hanníbal projectà l'atac directe a Roma, en una expedició per terra. El primer episodi fou la presa de Sagunt, aliada dels romans, que es defensà aferrissadament. Un cop dominada, Hanníbal, amb un gran exèrcit, travessà els Pirineus i els Alps seguint una ruta molt discutida en els detalls. De fet, els romans l'esperaven a Arle. Penetrà a Itàlia, on aconseguí grans victòries (batalles de Trèbia i Trasimè), però no s'atreví a assetjar Roma i no se li uniren els pobles itàlics dominats pels romans. Es dirigí cap al Sud de la península, on tingué una altra gran victòria (Cannas), i s'establí a Càpua. Mentrestant, els romans contraatacaren desembarcant a Empúries (218 aC), des d'on dominaren la costa catalana i després la del Sud de l'Ebre fins a Andalusia, i així tallaren el camí de terra entre Cartago i Hanníbal. Liquidat el domini cartaginès a Hispània (206 aC), Publi Corneli Escipió Africà dirigí la guerra al territori de Cartago (204 aC), que Hanníbal va anar a defensar, però fou vençut (batalla de Zama, 202 aC). Roma dominava la Mediterrània occidental i Cartago ja no fou més una potència militar.

### Tercera guerra púnica (149 aC - 146 aC)
Fou empresa pels romans, que temien una resurrecció del poder de Cartago. Aprofitant la malvolença del rei númida Masinissa I contra els cartaginesos, Roma inicià una guerra d'extermini, que acabà amb la presa de Cartago, després d'una resistència desesperada de l'exèrcit que comandava Escipió Emilià. La ciutat fou arrasada i no ressorgí fins un segle i mig després, ja com a ciutat romana, en temps de Juli Cèsar.

## Antiga Roma
L'Antiga Roma va ser la civilització que va sorgir de la ciutat estat de Roma fundada a la península italiana al voltant del segle ix aC. Durant la seva existència -dotze segles- la civilització romana va evolucionar d'una monarquia a una república oligàrquica i finalment a un vast imperi. Va dominar Europa Occidental i l'Orient Pròxim i el nord d'Àfrica després de la conquesta i l'assimilació d'aquests territoris i llurs pobles. No obstant això, diversos factors van dur al declivi de l'Imperi Romà. La regió occidental de l'imperi, que incloïa Hispània, Gàl·lia i Itàlia, es va separar formant l'Imperi Romà d'Occident que finalment es dividiria en diversos regnes després de les invasions i conquestes dels pobles germànics. L'Imperi Romà d'Orient, va ser governat des de Constantinoble, i seria conegut a partir del 476 dC com a Imperi Romà d'Orient, la data tradicional de la caiguda de Roma i el començament de l'edat mitjana.

### Monarquia

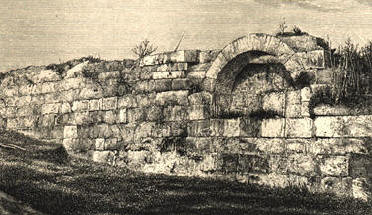
Muralla atribuïda per la tradició al rei Servi Tul·li. Gravat del

La ciutat de Roma va créixer dels assentaments a la vora del riu Tíber, un encreuament de tràfic i comerç. D'acord amb l'evidència arqueològica la vila de Roma va ser fundada probablement durant el segle ix aC per dos membres de les tribus centrals italianes: els llatins i els sabins. Durant aquest període, Roma va ser governada per una successió de set reis que exercien un poder gairebé absolut malgrat l'existència de les assemblees romanes i el Senat. L'últim rei, Tarquí el Superb, va ser deposat i exiliat el 510 aC, després d'haver comès seriosos abusos. El Senat va determinar que cap altre rei governaria Roma i es va establir el sistema republicà.

### República Romana

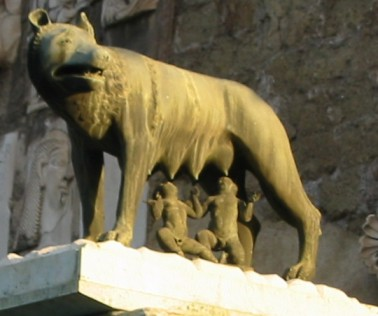
Ròmul i Rem sota la Lloba Capitolina

La República Romana va ser establerta el 509 aC, establint un sistema de magistrats electes anualment. Els més importants eren els dos consols, que exercien l'autoritat executiva anomenada imperium i el comandament militar. Tanmateix, els cònsols havien de contendre amb el Senat, originalment un consell de la noblesa (els patricis), que creixeria en grandària i poder amb el temps. Originalment només els patricis podien ser magistrats però després es va permetre l'entrada del poble comú, o els plebeus.
Els romans van sotmetre gradualment els altres pobles de la península italiana, incloent-hi els etruscs. Els romans van assegurar les seves conquestes fundant colònies en àrees estratègiques i establint un control estable de les regions. Durant la segona meitat del segle iii aC, Roma es va enfrontar amb Cartago en la Primera Guerra Púnica. Aquestes guerres van permetre la conquesta dels primers territoris fora de la península Itàlica, Sicília i Ibèria, consolidant Roma com a potència imperial. Després de la derrota del Regne de Macedònia i de l'Imperi Selèucida al segle ii aC, els romans es van convertir en el poble dominant del mar Mediterrani.
Tanmateix, el poder a l'exterior va dur a les disputes interiors. Els senators es van enriquir a costa de les províncies, però, els soldats, majoritàriament pagesos, es trobaven lluny de llurs llars i no podien treballar la terra; va augmentar el nombre d'esclaus estrangers. Les despulles de la guerra, el mercantilisme amb les noves províncies, i els impostos sobre l'agricultura van produir una nova oportunitat de riquesa per a les classes baixes, formant una nova classe de comerciants: l'orde eqüestre. Encara que els eqüestres tenien molts recursos, encara eren considerats membres de la classe baixa, els plebeus, i per tant, no podien accedir al poder polític. El Senat renyia constantment, bloquejant les reformes agràries i no va donar als eqüestres una veu al govern. Grups violents dels desocupats, controlats per senadors rivals, intimidaven els votants violentament. La situació va esclatar a finals del segle ii aC amb els germans Gracs, dos tribuns que tractaven d'aprovar una reforma agrària que redistribuïa les terres dels patricis entre els plebeus. Ambdós van ser morts però el Senat va aprovar algunes de llurs reformes per tal d'apaivagar als plebeus i a la classe eqüestre. Negar la ciutadania italiana a les ciutats aliades italianes va dur a la Guerra Social del 91 al 88 aC. Les reformes militars de Gai Màrius van augmentar la lleialtat dels soldats al comandant però no pas a la ciutat. Això culminaria amb la dictadura brutal de Luci Corneli Cinna el 81 al 79 aC.
A mitjans del segle i aC, tres homes, Juli Cèsar, Pompeu i Cras van fer un pacte secret, el primer triumvirat, per controlar la república. Després de la conquesta de la Gàl·lia de Cèsar, l'estancament de les relacions entre Cèsar i el Senat va produir una guerra civil en què Pompeu encapçalava les forces del Senat. Cèsar va sortir victoriós i va ser declarat dictador vitalici. El 44 aC Cèsar va ser assassinat pels senadors, que temien la restauració de la monarquia, i un segon triumvirat, integrat per l'hereu designat de Cèsar, August i els seus ajudants, Marc Antoni i Lèpid va prendre el poder. Tanmateix, aquesta aliança es va desintegrar amb una lluita pel poder. Lèpid va ser exiliat i quan August va derrotar Marc Antoni i Cleòpatra VII d'Egipte en la batalla d'Àccium el 31 aC, es va convertir en el governador indisputat de Roma.

### Imperi Romà

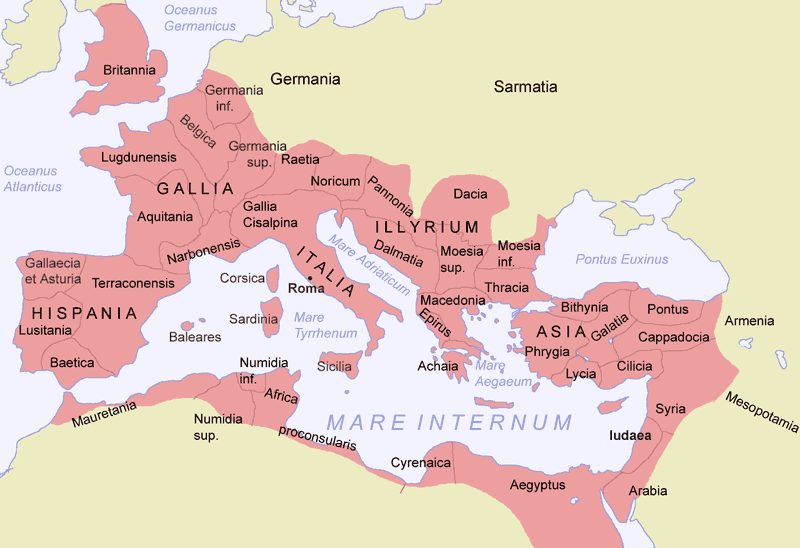
Màxima expansió de l'Imperi Romà amb Trajà.

Amb la derrota dels seus enemics, August va prendre el poder absolut, conservant només una imatge de la forma republicana de govern. El seu successor designat, Tiberi, va prendre el poder sense guerra ni sang, establint una dinastia que acabaria amb la mort de Neró el 68 dC. L'expansió territorial de l'imperi va continuar, l'estat es va afermar, malgrat la perspectiva que el poble tenia dels emperadors com a corruptes. El govern de Neró va ser succeït per la dinastia Flàvia. Durant el regnat dels "Cinc bons emperadors" (del 96 al 108 dC), l'imperi va arribar al seu zenit territorial, econòmic i cultural. L'estat podia defensar-se de qualsevol amenaça interna i externa i l'imperi va prosperar durant el període conegut com la Pax Romana ("Pau Romana"). Amb la conquesta de Dàcia durant el regnat de Trajà, l'imperi va assolir la seva màxima expansió territorial: el domini romà abastava 2,5 milions de quilòmetres quadrats.
El període del 180 al 235 va ser dominat per la dinastia Severa. Va ser un període de governants incompetents. La creixent influència de l'exèrcit en la successió imperial va produir un col·lapse imperial conegut com la Crisi del segle iii. Aquesta crisi va acabar amb el govern de Dioclecià que el 293 va dividir l'imperi en dos, governats per una tetrarquia integrada per dos coemperadors i dos col·legues. El 330 l'emperador Constantí va establir la capital de l'imperi a Constantinoble i el 364 l'imperi va ser formalment i permanentment dividit entre l'Imperi Romà d'Orient (conegut després com a Imperi Romà d'Orient i l'Imperi Romà d'Occident.
L'imperi d'Occident va ser constantment atacat per les invasions barbàriques al llarg dels segles. El 410 Roma va ser saquejada i el 4 de setembre, 476, el cap germànic Odoacre va deposar Ròmul Augústul, l'últim emperador romà. Així, després de 1.200 anys, el govern de Roma va finalitzar. L'imperi d'Orient, però, va sobreviure fins a la conquesta de Constantinoble el segle xv.

### Caiguda de l'Imperi Romà

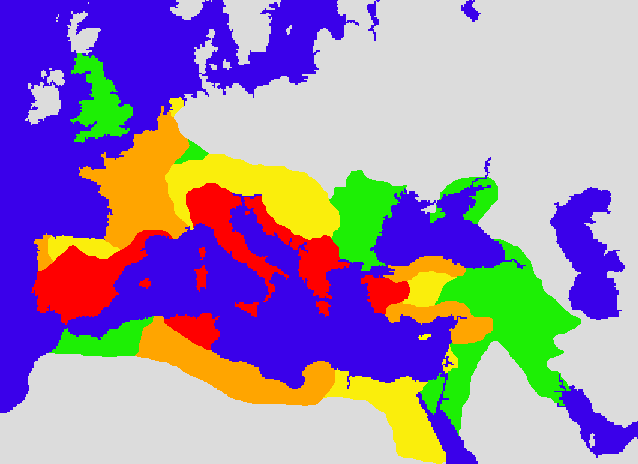
Mapa de l'Imperi Romà a l'any 133 aC (vermell), 44 aC (taronja), 14 dC (groc), i 117 dC (verd).

La Caiguda de l'Imperi Romà és el procés de decadència que va portar a la fragmentació de l'Imperi Romà d'Occident l'any 476.
Cap al segle iv, Roma seguia dominant un extens imperi, que tenia com a eix el mar Mediterrani. La civilització romana s'estenia des del Rin i el Danubi fins al Sàhara, des de l'occident d'Hispània fins a Mesopotàmia.
El triomf del cristianisme, que va ser convertit en religió oficial per l'emperador Teodosi I el gran a finals del segle iv, consolidava encara més aquesta unitat. Però, en aquell moment, aquest immens imperi patia una greu crisi que a la llarga acabaria amb la seva existència. Era un gegant cansat després de diversos segles d'expansió i esforços.
Alguns símptomes d'aquesta decadència eren:
- La corrupció dels alts càrrecs de l'administració.
- La passivitat del ciutadà davant problemes i obligacions.
- El retrocés del comerç per l'excés d'impostos que havien de pagar els comerciants i artesans.
- La decadència de les ciutats, abandonades per les classes altes, instal·lades en les seves vil·les d'esbarjo.
- Crisi de la classe mitjana, aclaparada per les pressions fiscals.
- Un greu descens demogràfic.

L'exèrcit es conservava encara fort, malgrat que era cada vegada més freqüent l'allistament de germànics, que ocupaven fins i tot alts càrrecs de comandament.
A part d'aquesta situació, ja de per si greu, una forta amenaça assetjava Roma. Es tractava de la pressió que sobre els seus "limes" o fronteres feien els pobles germànics. La derrota i mort soferta per l'emperador d'Orient Valent l'any 378 enfront dels visigots, en la Batalla d'Adrianòpolis, va ser un seriós avís.
El seu successor Teodosi I el gran (379-395) tenia a les seves mans la difícil empresa d'injectar nova vida a l'imperi, i la seva gestió va ser afortunada. Va aconseguir detenir la temuda allau germànica i de la seva època es parla com un "renaixement teodosià". Però quan va morir tot va seguir com abans, i fins i tot es va agreujar.
Per realitzar millor la defensa i administració de l'imperi, Teodosi el va dividir entre els seus dos fills, donant a Flavi Honori Occident i a Arcadi l'Orient. No obstant això, aquesta decisió va significar el trencament decisiu de la unitat romana, en seguir els dos territoris destins molt diferents. L'Imperi d'Orient, salvat de la invasió germànica, viurà -amb el nom d'Imperi Romà d'Orient- mil anys més que el d'Occident, que sucumbirà l'any 476.